# Vacances explosives
Pour plus de détails, voir Fiche technique et Distribution.
Vacances explosives est un film français réalisé par Christian Stengel et sorti en 1957.

## Synopsis
Arlette Bernard, une femme ayant autrefois appartenu au milieu parisien, marie sa fille Sylvie avec François Morel. Pour leur mariage, elle a organisé une superbe réception au Royal Montmartre, un petit bar qu’elle a acheté pour sa fille. Les jeunes mariés s’apprêtent à partir en voiture pour passer leur lune de miel en Provence lorsque Monsieur Jo, le vendeur immobilier, leur demande s’ils pourraient transporter un tableau et le déposer en passant à Martigues. Le couple de tourtereaux s’engage sur la Nationale 7 sans se douter que le tableau dissimule une cargaison de drogue. Pendant ce temps, à Paris, tout se déglingue. Le petit bar a été mis à sac par la bande de Monsieur Fred qui veut récupérer le trafic de drogue de Monsieur Jo… Un trio de malfrats se lance à la poursuite du fameux tableau tandis qu’Arlette et Fernand Morel, le père du marié, prennent également la route pour protéger leurs enfants…

## Fiche technique
- Titre original : Vacances explosives
- Titre complet : Vacances explosives, l’aventure est sur la route
- Réalisation : Christian Stengel
- Assistant réalisation : Jean-Pierre Decourt
- Scénario : Christian Stengel, Gérard Nery
- Adaptation : Claude Accursi, Gérard Nery
- Dialogues : Jacques Vilfrid
- Décors : Robert Hubert et Joseph Blanchez à Martigues (Villa Khariessa)
- Maquillages : Jacqueline Revelly
- Photographie : Marc Fossard
- Cadrage : Roger Duculot
- Son : Pierre-Henri Goumy
- Montage : Marinette Cadix
- Musique : Louiguy (Éditions musicales Hortensia)
- Photographe de plateau : Pierre Le Fauconnier
- Scripte : Simone Pêche
- Régisseur général : Raymond Dupont
- Producteurs : Georges Bernier, Christian Stengel
- Directeur de production : Georges Bernier
- Sociétés de production : Bellair Films (France), Équipe Technique de Productions Cinématographiques (France), Simoun Films (France)
- Sociétés de distribution : Jason Films (distributeur d’origine, France), Compagnie commerciale française de distribution
- Pays d’origine :  France
- Langue originale : français
- Format : 35 mm — noir et blanc — 1.37:1 — son monophonique (Omnium Sonore, procédé Euphonic)
- Genre : comédie, road movie
- Durée : 94 minutes
- Date de sortie :  9 août 1957
- Classification CNC : tous publics (visa d'exploitation no 18669 délivré le 19 décembre 1956)

## Distribution
- Arletty : Arlette Bernard, la mère de Sylvie
- Raymond Bussières : Max-le-Fortiche, un truand
- Marthe Mercadier : Marie-la-Paimpolaise, prostituée et complice de Max-le-Fortiche
- Andrex : « Monsieur Jo » (Jo Ravello), l'ancien propriétaire du Royal Montmartre, un truand
- Robert Vattier : Fernand Morel, un architecte renommé
- Philippe Bouvard : François Morel, son fils journaliste qui vient d'épouser Sylvie
- Bernard Dhéran : « Monsieur Fred », le chef d'une bande rivale de celle de « Monsieur Jo »
- Robert Berri : Paulo, un truand
- Jean Tissier : Charlot-le-Curieux, le barman du Royal Montmartre
- Jacques Dynam : le camionneur des transports Vernet
- Ginette Pigeon : « Zizi » Sylvie Morel, la jeune épouse de François
- Irène Tunc : Éva, la cocotte de « Monsieur Jo »
- Marianne Girard : la rousse plantureuse à l'hôtel du Coq Hardi
- Roméo Carlès : M. Langlade, le pharmacien
- Albert Michel : le camionneur qui transporte le tableau
- André Chanu : le reporter dans l'hélicoptère
- Albert Dinan : le brigadier
- Georges Demas : le garagiste de la police
- Charles Bouillaud : un homme à l'hôtel
- Lucette Sam
- Jean-Pierre Duverger
- Jean Pignol
- avec la participation de :
  - Raymond Pellegrin : l'homme dans le placard à l'hôtel du Coq Hardi
  - Paul Demange : l'homme dans la baignoire à l'hôtel du Coq Hardi

## Tournage
- Période de prises de vue : septembre-octobre 1956.
- Intérieurs : Paris Studio Cinéma (Boulogne-Billancourt, Hauts-de-Seine).
- Extérieurs : 
  - Paris,
  - Pontchartrain (Yvelines) : auberge « Chez Sam »,
  - Martigues (Bouches-du-Rhône) : Villa Khariessa.

## Analyse
On aurait pu craindre que ce film soit simplement à ranger dans la catégorie « nanar des années 1950 » alors que l’œuvre de Christian Stengel fourmille d’idées. Tout d’abord, rien ni personne n’est pris au sérieux. C’est, en quelque sorte, une opérette dont on aurait supprimé les chansons. Les malfrats, qu’ils soient parisiens (Monsieur Fred-Bernard Dhéran) ou provençaux (Monsieur Jo-Andrex), sont interprétés avec suffisamment de distance, leur évitant ainsi de tomber dans la caricature (ce qui aurait été malvenu et lourd dans ce film léger comme une bulle de champagne). De Paris, on ne verra que le reflet du Sacré-Cœur dans une vitrine (idée reprise ultérieurement par Jacques Tati dans Playtime). Arletty joue les affranchies dures à cuire et part à l’aventure, sans sourciller dans son tailleur Chanel, en avion, à cheval et en voiture… Raymond Bussières interprète Max-le-Fortiche, un petit caïd à l’accent parigot inimitable, en costar super classe, souteneur de sa nouvelle épousée, l’inénarrable Marthe Mercadier en Marie-la-Paimpolaise (qu’on devine déjà rompue aux ficelles du théâtre de boulevard). La surprise vient surtout des dialogues signés Jacques Vilfrid (exemple d'Arlette répondant aux menaces des gangsters : « Les maquereaux, même au vin blanc, j'ai jamais pu les digérer ») ainsi que de brèves séquences qu’on croirait sorties du théâtre surréaliste d’Ionesco ou de Topor, telle celle où l’on découvre, à l’hôtel, Raymond Pellegrin dormant avec d’autres hôtes dans un placard agencé comme les couchettes exiguës des trains de nuit d’antan et dont on entendra d’ailleurs la locomotive (!). Les plus anciens se remémoreront les départs en vacances de Paris vers Marseille via la N7 : sur la route (déjà) embouteillée des départs, une opération nationale de la sécurité routière, « la journée sans accident… ». Les plus jeunes découvriront que le village provençal au doux nom de Plan-de-Cuques n’est pas une galéjade. Les connaisseurs verront les villas perdues « dans les grands pins où cigalons et cigales chantaient toujours » des rives ensoleillées de l’étang de Berre du Martigues d’alors (environ 15 500 habitants contre plus de 47 000 aujourd’hui !). D’autres surprises comme l’apparition de Jacques Dynam en camionneur-déménageur rouspéteur (futur inspecteur Bertrand, souffre-douleur du commissaire Juve-de Funès de la Trilogie Fantômas) ou encore du tout jeune Philippe Bouvard.

## Éditions
- 10 juillet 2008 : Vacances explosives de Christian Stengel, 1 DVD Région 2  PAL, René Chateau Vidéo.